# Бюлент Уйгун
Бюлент Уйгун (тур. Bülent Uygun, нар. 1 серпня 1971, Сакар'я) — турецький футболіст, що грав на позиції нападника, зокрема за «Фенербахче», а також національну збірну Туреччини.. По завершенні ігрової кар'єри — тренер.
Чемпіон Туреччини. Володар Кубка Туреччини.

## Клубна кар'єра
У дорослому футболі дебютував 1988 року виступами за команду «Сакар'яспор». 
Згодом з 1988 по 1993 рік грав у складі команд «Шекерспор» та «Коджаеліспор».
Своєю грою за останню команду привернув увагу представників тренерського штабу клубу «Фенербахче», до складу якого приєднався 1993 року. Відіграв за стамбульську команду наступні три сезони своєї ігрової кар'єри. Більшість часу, проведеного у складі «Фенербахче», був основним гравцем атакувальної ланки команди. У складі «Фенербахче» був одним з головних бомбардирів команди, маючи середню результативність на рівні 0,36 голу за гру першості.
Протягом 1996—2003 років захищав кольори клубів «Коджаеліспор», «Дарданел», «Трабзонспор», «Гезтепе», «Зонгулдакспор», «Ілімлі», «Анадолу Усудар» та «Сівасспор».
Завершив ігрову кар'єру у команді «Анадолу Усудар», у складі якої вже виступав раніше. Повернувся до неї 2003 року, захищав її кольори до припинення виступів на професійному рівні у 2004 році.

## Виступи за збірну
У 1993 році дебютував в офіційних матчах у складі національної збірної Туреччини. Протягом кар'єри у національній команді, яка тривала 4 роки, провів у її формі 9 матчів.

## Кар'єра тренера
Розпочав тренерську кар'єру невдовзі по завершенні кар'єри гравця, 2006 року, очоливши тренерський штаб клубу «Сівасспор».
Протягом тренерської кар'єри також очолював команди «Буджаспор», «Ескішехірспор», «Елязигспор», «Ґазіантепспор», «Умм-Салаль», «Османлиспор», «Аль-Гарафа» та «Ар-Райян».
Наразі останнім місцем тренерської роботи був клуб «Ар-Райян», головним тренером команди якого Бюлент Уйгун був з 2018 по 2019 рік.

## Титули і досягнення

### Командні
- Чемпіон Туреччини (1):

«Фенербахче»: 1995-1996
- Володар Кубка Туреччини (1):

«Коджаеліспор»: 1997-1998

### Збірні
- Переможець Середземноморських ігор: 1993

### Особисті
- Найкращий бомбардир чемпіонату Туреччини:

1993—1994 (22 м'ячі)